# Milesia insignis
Milesia insignis är en tvåvingeart som beskrevs av Heikki Hippa 1990. Milesia insignis ingår i släktet Milesia och familjen blomflugor. Inga underarter finns listade i Catalogue of Life.